# Nygårdsängen
Nygårdsängen var en mötes- och lägerplats för Västgöta-Dals regemente åren 1685–1863 belägen i södra Vänersborg, Vänersborgs kommun. År 1863 flyttade regementet sin mötes- och lägerplats till Grunnebohed. Gamla sträckningen av E45 går rakt igenom den före detta mötesplatsen i Nygårdsängen, på södra sidan där minnessten är rest finns ett hotellkomplex, på norra sidan av vägen ligger Nygårdsängens naturreservat.

## Galleri

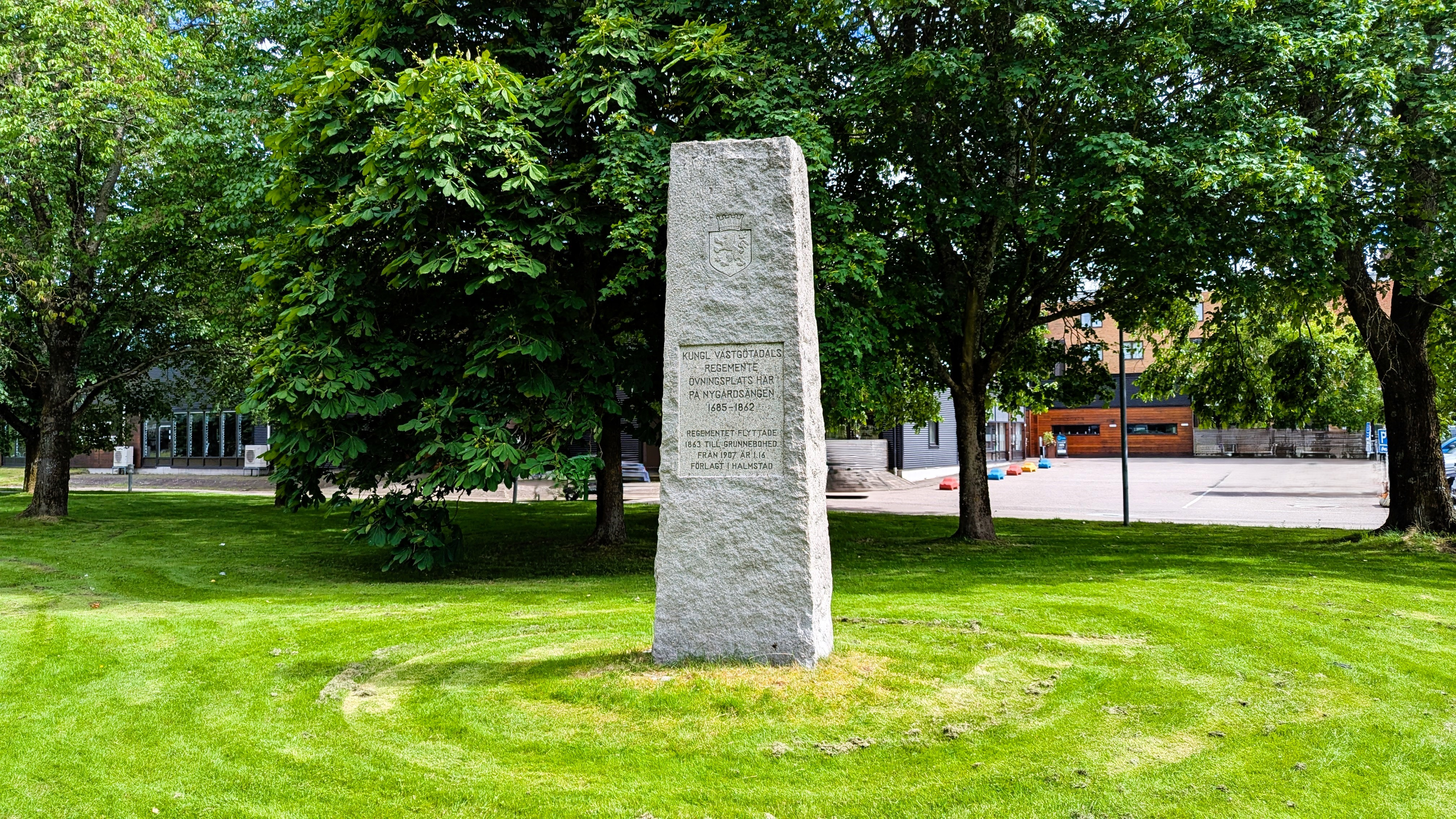
Minnessten rest 1989 av Hallands regemente och Vänersborgs kommun.
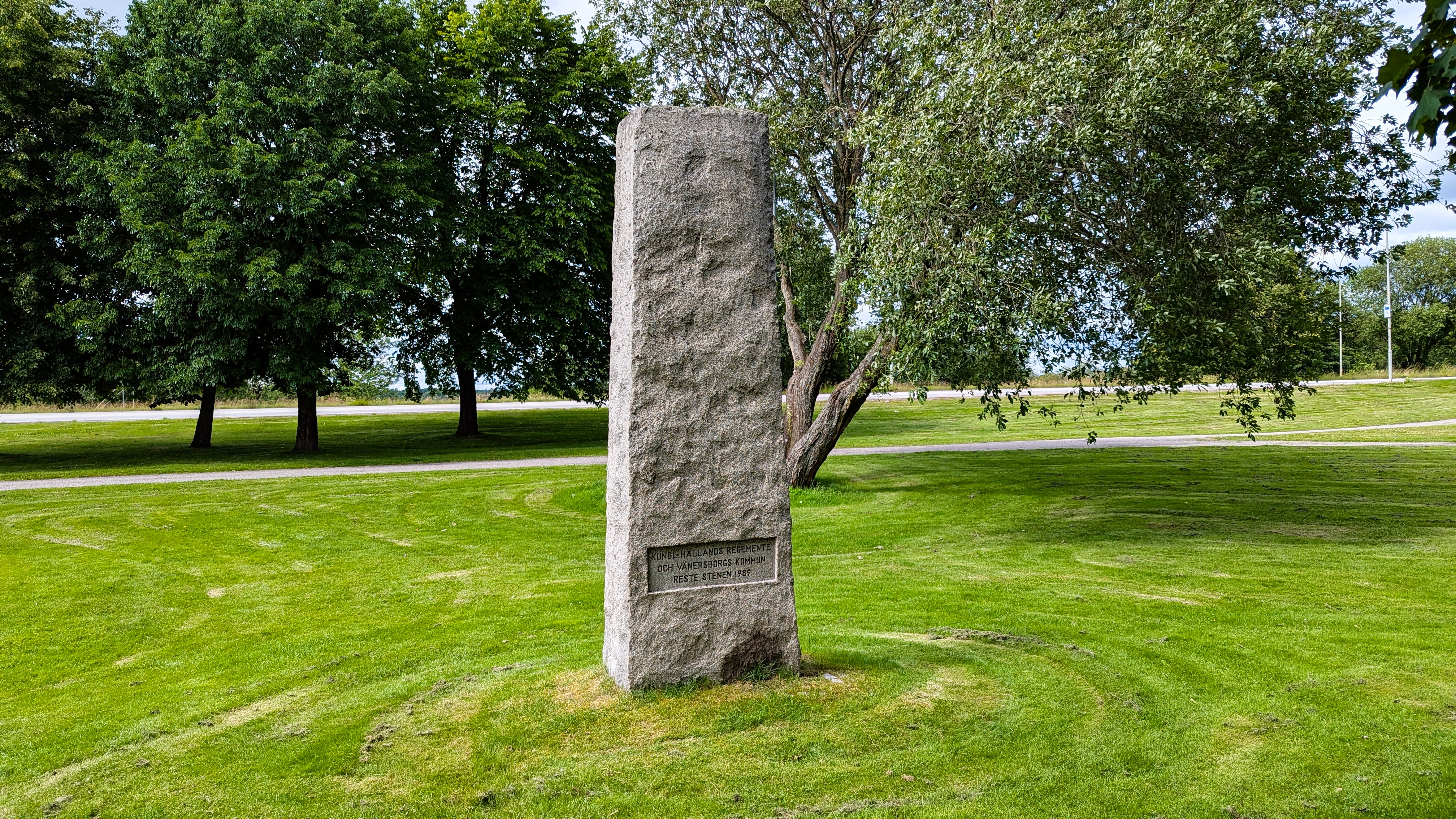
Minnessten rest 1989 av Hallands regemente och Vänersborgs kommun.